# Edouard Mallentjer
Edouard Mallentjer (1885-1928), geboren Martinus Henricus Eduardus Edouard Mallentjer, was een Belgisch schilder.

## Biografie
Op 3 juli 1885 geboren als oudste zoon van een succesvol Antwerps sigarenfabrikant, laat niets uit zijn jeugd vermoeden dat hij later schilder zou worden. Voorbestemd om in vaders voetsporen te treden en de fabriek verder te leiden was een opleiding in het Frans de evidentie, zodat heel wat jeugdtijd in het Franstalig pensionaat werd doorgebracht, eerst in Mechelen (bij de broeders van Scheppers), nadien in Brussel (Saint-Louis). Uit deze periode dateren zijn eerste tekeningen, die worden bewaard in het FelixArchief te Antwerpen.
Familiaal lag het niet voor de hand om schilder te worden. Vader heeft zich er steeds tegen verzet, ondanks dat het aangeboren talent zich reeds vroeg manifesteerde. Zijn oudst gekende en reeds degelijk werk in olieverf uit 1906 toont zijn talent als portrettist, maar het zou nog tot 1919 duren vooraleer zijn carrière echt kon beginnen. Het is zijn huwelijk met Alice Truyens dat hem hiertoe de nodige vrijheid geeft.
Persoonlijke tentoonstellingen volgen mekaar vanaf 1920 in snel tempo op:
- Antwerpen, Driejaarlijkse tentoonstelling, 5 juni - 8 augustus 1920,
- Luik, Société Royale des beaux-arts, salon triënnal de 1921,
- Antwerpen, Driejaarlijkse tentoonstelling van 1923, Stadsfeestzaal,
- Antwerpen, Zaal J. Oor, Leopoldstraat 35, 5 - 14 december 1924, persoonlijke tentoonstelling
- Brussel, Galerie Lupsin, Warmoesberg, 15 - 3 januari 1926, persoonlijke tentoonstelling
- Luik, Le salonnet d’art, Rue Vinâve d’île 14, 4 - 14 februari 1926, persoonlijke tentoonstelling
- Antwerpen, galerie Breckpot, Huidevetterstraat 55, 12 - 21 november 1926, persoonlijke tentoonstelling

Uit de pers van die jaren blijkt unanieme appreciatie voor zijn zorgvuldige gecomponeerde stillevens, rake portretten en genretaferelen.
Aan deze pas begonnen carrière komt een einde door zijn vroegtijdige dood in 1928.